# Muriel Pénicaud
Muriel Pénicaud (ur. 31 marca 1955 w Wersalu) – francuska przedsiębiorca i menedżer, wicedyrektor generalny w Dassault Systèmes i Danone, w latach 2017–2020 minister pracy.

## Życiorys
Absolwentka Université Paris-Nanterre, kształciła się w zakresie historii, pedagogiki i psychologii klinicznej. Ukończyła również szkołę zarządzania INSEAD. Początkowo pracowała w administracji lokalnej, następnie od 1985 w ministerstwie pracy, w tym w latach 1991–1993 jako doradczyni minister Martine Aubry z PS. Od 1993 obejmowała różne stanowisko w grupie Danone. W 2002 przeszła do Dassault Systèmes, gdzie pełniła funkcję zastępcy CEO, zajmując się organizacją, zasobami ludzkimi i zrównoważonym rozwojem. W latach 2008–2014 ponownie pracowała w grupie Danone, była wicedyrektorem generalnym do spraw zasobów ludzkich. Powoływana również w skład organów Orange, przewoźnika kolejowego SNCF oraz Aéroports de Paris. Od 2014 kierowała dwoma francuskimi agencjami zajmującymi się inwestycjami zagranicznymi, w 2015 została dyrektorem generalnym powstałej z ich połączenia instytucji Business France.
W maju 2017 w nowo powołanym gabinecie Édouarda Philippe’a objęła stanowisko ministra pracy. Pozostała na tej funkcji również w utworzonym w czerwcu 2017 drugim rządzie tegoż premiera. Dołączyła również do prezydenckiego ugrupowania La République en marche. W lipcu 2020 zakończyła pełnienie funkcję ministra.
W sierpniu 2020 została nominowana na urząd ambasadora Francji przy OECD.

## Odznaczenia
Odznaczona Legią Honorową V klasy oraz Orderem Narodowy Zasługi IV klasy.

## Wybrane publikacje
- Muriel Pénicaud: Pousser les murs. Paryż: Éditions de l’Observatoire, 2021, s. 352. ISBN 979-10-329-0891-4.